# Wind Estate
Wind Estate A/S er en dansk virksomhed der arbejder inden for udvikling og drift af vindmøller.
Virksomheden er baseret i Randers og blev oprettet som Østjysk Vindudvikling ApS i 2001.
I 2008 blev selskabet omdannet til et aktieselskab og skriftede navn til Wind Estate A/S
Den primære ejerandel besiddes af Jens Petri Petersen gennem virksomheden Petri Holding ApS,
mens en mindre del er ejet af Erik Abraham gennem selskabet Windabra ApS.
Abraham er administrerende direktør og Petersen er også en del af direktionen.
Wind Estate er en af de største danske virksomheder indenfor udvikling af vindmølleprojekter og havde i 2019 over 350 vindmøller.